# Книпович, Фёдор Михайлович
Фёдор Михайлович Книпович (15 февраля 1858, Выборг —  28 декабря 1918, Санкт-Петербург) —  российский чиновник, который служил губернатором Вазаской губернии в Финляндии с 1903 по 1906 год, а затем был главой канцелярии генерал-губернатора Финляндии в 1906–1909 годах.

## Биография
Отец — Михаил Михайлович Книпович (Mykolas Kniuipis (Knipavičius), 1815—?), военный врач, литовец по национальности, из крестьян Ковенской губернии; мать — Анна Фёдоровна, урождённая Моллер (?—1881) из дворян.
Книпович окончил юридический факультет Санкт-Петербургский университет со степенью кандидата прав. Он начал свою карьеру в правительствующем Сенате России в 1885 году с должности младшего помощника секретаря. 22 августа 1885 года получил чин коллежского секретаря со старшинством. В марте 1887 года ему дана возможность докладывать Правительствующему Сенату дела на правах секретаря. Через год переведён в судебные следователи Радинского округа Седлецкого окружного суда. 8 декабря 1889 года он становится товарищем прокурора этого же суда с получением чина титулярного советника со старшинством. 27 января 1893 г. его назначают членом Седлецкого окружного суда, сначала по уголовным, затем по гражданским делам. В 1896 получает чин надворного советника со старшинством. В 1899 году занял место товарища председателя Иркутского окружного суда. С мая 1901 по февраль 1902 года временно исполнял должность председателя окружного суда. В январе 1902 по его же просьбе Книповича переводят товарищем прокурора Иркутской судебной палаты и производят в коллежские советники.
Книпович был назначен губернатором Вазаской губернии в феврале 1903 г., став первым и единственным русским губернатором в истории губернии. Назначение русского чиновника на этот пост стало возможным в силу места рождения Книповича (Выборг, который входил в состав ВКФ и где проходил службу его отец, военный врач). Книпович подал прошение об отставке в ноябре 1905 года после Октябрьской всеобщей стачки и издания манифеста 17 октября. В конце года он перешел в канцелярию генерал-губернатора и был утверждён в должности главы канцелярии в июле 1906 года. В том же году ему было присвоен чин действительного статского советника.
Критикуемый российскими правыми кругами, Книпович был вынужден уйти в отставку с поста главы канцелярии в ноябре 1909 года одновременно с тем, что Ф. А. Зейн стал новым генерал-губернатором, заменив Владимира Бекмана. В связи с отставкой ему была назначена годовая пенсия в размере 15 000 финских марок. Во время судебного процесса над членами Выборгского гофгерихта в 1913 году Книпович выступал в качестве адвоката Антона Карла Отто Малина, президента гофгерихта, и добился его оправдания. Книпович был избран депутатом Петроградской городской думы в 1916 году. В 1916 году был членом Всероссийского Союза городов.
Умер в больнице в Петрограде в декабре 1918 года.

## Семья
- Жена — Ольга Христофоровна Книпович (в девичестве Лимаренко; ? — 1940), дочь коллежского асессора[3].
  - Сын — Константин (12 сентября 1889—1942)
  - Сын — Сергей (ум. 1920)[9]
  - Дочь — Анна (14 апреля 1888—?), умерла в младенчестве[3][10].
  - Дочь — Вера (7 декабря 1894—1983[9]), первая жена (в 1929—1937) историка и социолога Б. Ф. Поршнева, у них дочь Екатерина (1932—2018), историк-востоковед.
  - Дочь — Евгения (1898—1988), советский литературовед, критик.
- Брат —  Михаил Михайлович младший (1853—1900[9]), женат на Ольге Анемподистовне, урождённой Дмитриевой
- Сестра — Лидия Михайловна Книпович (15.12.1856—9.02.1920), революционерка, член РСДРП(б)[11]
- Сестра — Зинаида Михайловна (1857—?),
- Брат — Николай Книпович (1862—1939), известный морской биолог

## Награды
- Oрден Св. Анны 2-й ст[3].
- Медаль в память императора Александра III[3].

## Труды
- Книпович Ф. М. О браке и о личных и имущественных отношениях супругов по финляндскому праву. - Спб.: Сенат. тип., 1912. - 135 с.